# Apartament Ignacego Mościckiego na Wawelu

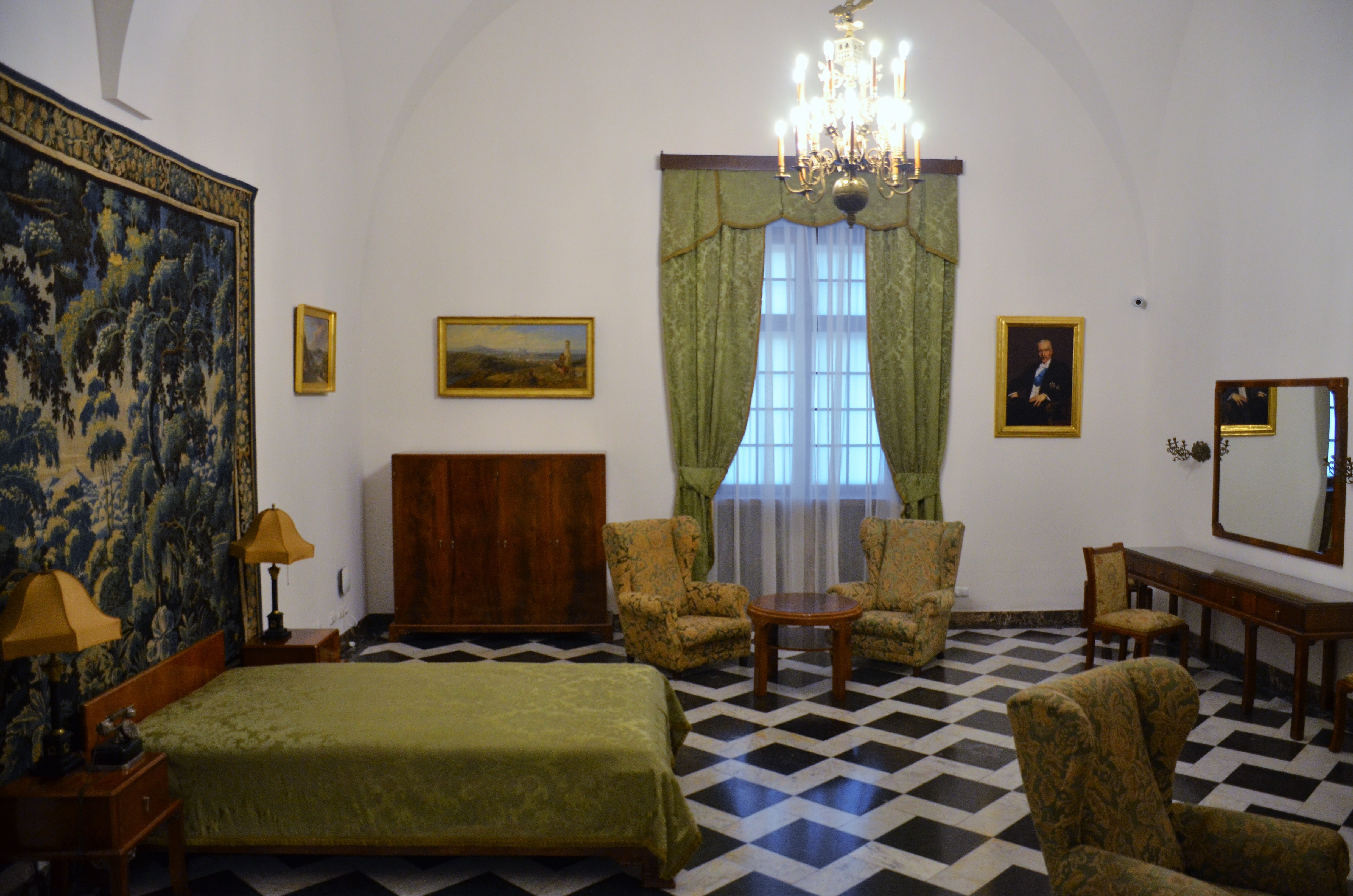
Sypialnia prezydencka na Wawelu

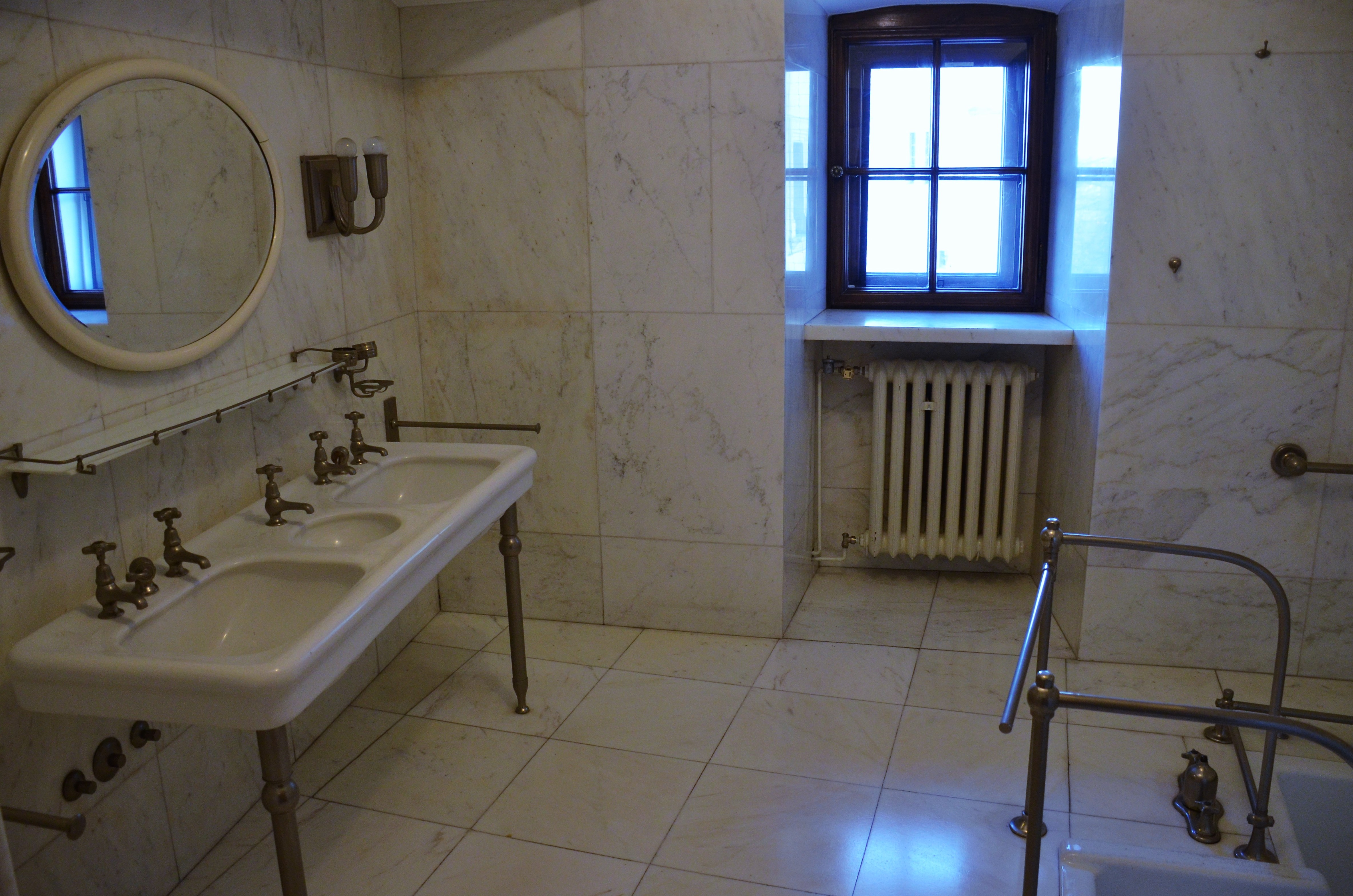
Łazienka

Apartament prezydenta Mościckiego – kilka pomieszczeń w Zamku Królewskim na Wawelu, wchodzących obecnie w skład Prywatnych Apartamentów Królewskich. 
Pomieszczenia zostały urządzone w okresie międzywojennym dla prezydenta Ignacego Mościckiego w komnatach wieży Duńskiej. Apartament składa się z odtworzonej z oryginalnych mebli z 1930 r.: sypialni, salonu i łazienki prezydenckiej, która jest wyłożona marmurem kararyjskim z armaturą angielskiej firmy Twyfords. W czasie okupacji niemieckiej mieszkanie zajmował generalny gubernator Hans Frank.